# Orsino Orsini
Salvatore Orsina, met pseudoniem Orsino Orsini (Francavilla di Sicilia, 10 september 1900 – Rome, 4 juni 1980) was een journalist in het koninkrijk Italië, nadien republiek Italië. Hij was actief in de Italiaanse vereniging voor numismatiek.

## Levensloop
Orsini werd geboren op het eiland Sicilië, in Francavilla di Sicilia, in de provincie Messina.
Voor de Tweede Wereldoorlog was hij journalist voor de krant La Prealpina, een krant waarvan de hoofdzetel in Varese in Noord-Italië lag. 
Samen met Amleto Palermi schreef Orsini het filmscript van La vecchia signora, een film uit 1932 geregisseerd door Amleto Palermi. Het verhaal gaat over een oude dame die maandelijks een bezoek brengt aan het klooster waar haar dochter non is. De dame poogt telkens die dag een goede indruk te maken op de kloosterlingen, ondanks haar armoede.
Na de oorlog werkte Orsini als journalist bij de krant Gazzetta del Sud. Deze krant richtte zich tot een publiek in de Mezzogiorno en had haar hoofdzetel in Messina.

## Publicaties
Orsini was een numismaticus na zijn oppensioenstelling. Zo publiceerde hij twee boeken:
- Quattro secoli di monete dei re di Francia in Italia 1306-1706, in 1973. In de serie La Numismatica, uitgegeven te Brescia.
- Una storia fatta solo di oro. Gepubliceerd door het Istituto Poligrafico e Zecca dello Stato in Rome, 1980. Dit werk geeft een overzicht over gouden munten van de Klassieke Oudheid tot de 20e eeuw.